# Ağrı (tỉnh)
Ağrı là một tỉnh của Thổ Nhĩ Kỳ. Tỉnh này có diện tích 11.315 km², dân số là 528.744 người, mật độ dân số là: 46 người/km². Tỉnh lỵ tỉnh này đóng ở thành phố Ağrı, dân số tỉnh lỵ là: 79.764 người. Người. Tỉnh này phía đông giáp tỉnh Tây Azerbaijan của Iran, phía bắc giáp Kars, tây bắc là Erzurum, tây nam giáp Muş và Bitlis, phía nam giáp Van còn phóa đông bắc giáp Iğdır.

## Các huyện
Tỉnh này được chia thành các huyện sau (tỉnh lỵ được bôi đậm):
- Ağrı
- Diyadin
- Doğubeyazıt
- Eleşkirt
- Hamur
- Patnos
- Taşlıçay
- Tutak